# Laura Kelly
Laura Kelly (New York, 24 januari 1950) is een Amerikaanse politica van de Democratische Partij. Sinds januari 2019 is zij de gouverneur van de Amerikaanse staat Kansas.

## Biografie
Kelly werd in 1950 geboren in New York. Na de middelbare school studeerde ze psychologie aan de Bradley-universiteit in Peoria (Illinois), waar zij een Bachelor of Science behaalde. Tevens verwierf ze een Master of Science in recreatietherapie aan de Universiteit van Indiana.
Na jarenlang in verschillende staten gewoond te hebben, verhuisde Kelly in 1986 met haar echtgenoot definitief naar Kansas. Daar was zij van 1988 tot 2004 actief als directeur van de Kansas Recreation and Park Association, een organisatie die de recreatiesector in Kansas vertegenwoordigt.
In 2004 werd Kelly namens de Democratische Partij verkozen in de senaat van Kansas. Zij vertegenwoordigde hierin het 18e district. Na haar aantreden in januari 2005 werd ze nog drie keer herkozen: in 2008, 2012 en 2016. In totaal was zij 14 jaar senator.

### Gouverneurschap
In 2017 stelde Kelly zich verkiesbaar voor het gouverneurschap van Kansas. De voorverkiezing van de Democratische Partij wist ze eenvoudig te winnen, waarna ze het bij de algemene verkiezingen moest opnemen tegen de Republikein Kris Kobach, de toenmalige secretary of state. Kelly behaalde met 48% de meeste stemmen en werd daarmee verkozen tot gouverneur van Kansas. Hiermee kreeg de staat na acht jaar weer een Democraat aan het roer. Op 14 januari 2019 werd zij ingezworen in de hoofdstad Topeka. Haar ambtstermijn loopt tot 2023.
Kelly heeft als Democratisch gouverneur te maken met een Republikeinse meerderheid in zowel de Senaat als het Huis van Afgevaardigden. Ze heeft desondanks verklaard de bezuinigingen van de voormalige Republikeinse gouverneur Sam Brownback op onderwijs, gezondheidszorg en infrastructuur te willen terugschroeven. Kort na het begin van haar gouverneurschap tekende ze al een wet ter bescherming van de LGBT-gemeenschap, die enkele jaren eerder door Brownback was geschrapt.